# Kyšice (okres Kladno)
Kyšice (Duits: Kischitz) is een Tsjechische gemeente in de regio Midden-Bohemen en maakt deel uit van het district Kladno.
Kyšice telt 610 inwoners (2023).

## Geschiedenis
Er zijn geen prehistorische vondsten gedaan. Het dorp werd gesticht bij de vesting, die daar al in het midden van de 13e eeuw stond. De eerste schriftelijke vermelding van Kyšice dateert van 1316, toen Diviš van Kyšice eigenaar van het dorp was. In 1318 werd Heřman als eigenaar genoemd; in 1331 Zdeslav en Buzek van Kyšice. Aan het einde van de 14e eeuw waren de heren van Braškov eigenaar. In 1412 werd het dorp aangekocht door Jan Kladenský van Kladno.
Aan het begin van de 16e eeuw werd Zikmund Léva van Brozánek de nieuwe eigenaar van Kyšice, gevolgd door Jan Hrzek van Mšeno en Václav van Chvojenc. In 1557 kocht Jiří Žďárský van Žďár de vesting met het dorp en voegde het samen met Červený Újezd. In 1688 kwam het dorp in handen van gravin Terezie Eleonora van Ugarte, weduwe van de Spaanse generaal-graaf van Ugarte, die het in 1690 verkocht aan haar zus Johanna Barbara, gravin van Caretto-Millesimo. In 1697 werd het alles aangekocht door Karel Jáchym graaf van Breda, die het samenvoegde met Tachlovice. Uiteindelĳk hoorde Kyšice tot in de 19e eeuw bĳ Tachlovice.
Sinds 1960 is Kyšice een zelfstandige gemeente binnen het district Kladno.

## Economie

### Bedrĳven
Cosmeticabedrijf Ryor en limonade- en mineraalwaterfabriek Veseta zĳn in het dorp gevestigd.

## Verkeer en vervoer

### Autowegen
De weg II/118 loopt door de gemeente en verbindt Kyšice met Beroun enerzĳds en Kladno anderzĳds. De weg II/201 loopt langs de rand van de gemeente en verbindt Kyšice met Křivoklát, Zbečno, Unhošť en Jeneč.

### Spoorlĳnen
Er is geen station in het dorp. De dichtstbijzijnde treinstations zijn Kladno en Unhošť, beide gelegen op 4 km afstand buiten het dorp aan spoorlĳn 120 Praag - Rakovník.

### Buslĳnen
Er is één bushalte in het dorp (Kyšice), waar de volgende twee buslijnen halteren:
- Lijn 365 Stochov - Motol (vervoerder: ČSAD MHD Kladno);
- Lijn 630 Kladno - Beroun (vervoerder: ČSAD MHD Kladno).

## Bezienswaardigheden
- Sint-Florinuskapel op het dorpsplein;
- Kruis op een zandstenen sokkel uit 1888;
- De dorpszaal, gebouwd in 1924 en 1925;
- Natuurpark Kyšice - Kobyla, dat de habitat van de bedreigde kamsalamander beschermt;
- Diverse gedenkbomen (linde, esdoorns en meelbes).

## Galerĳ

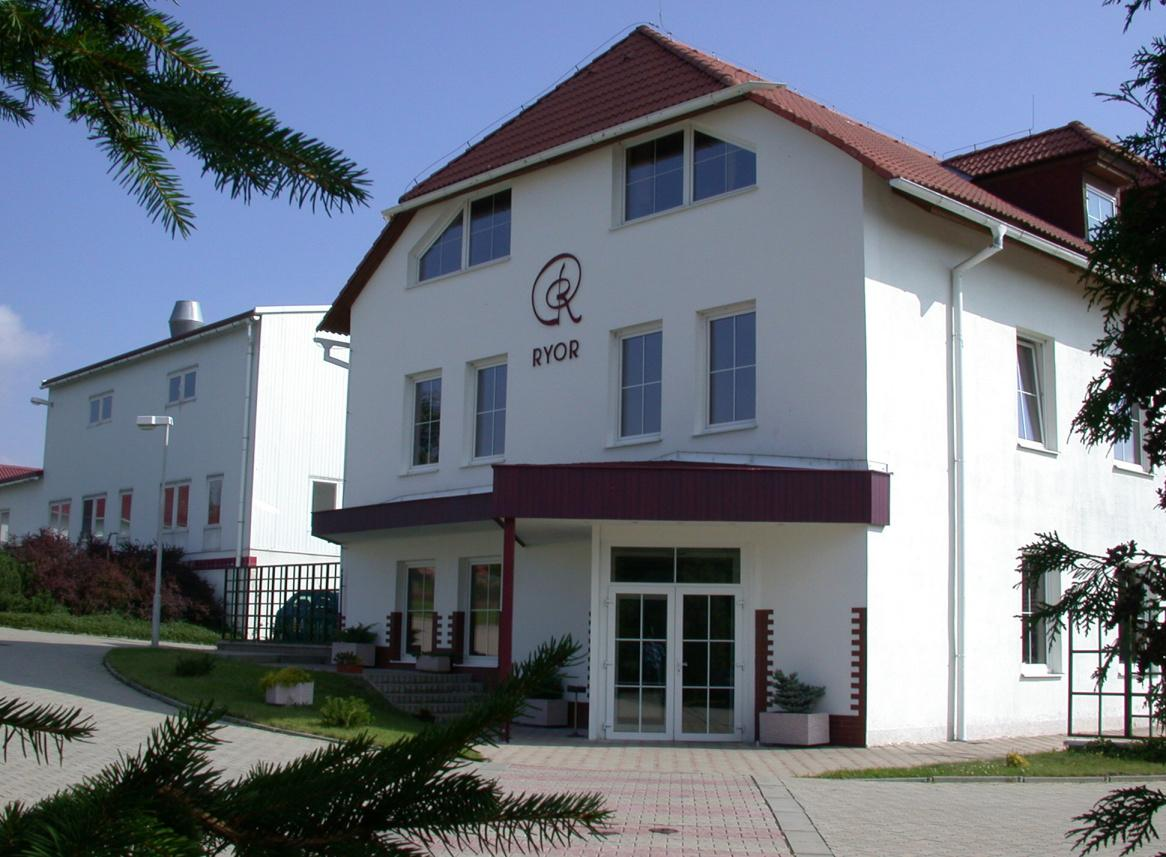
Hoofdkantoor van cosmeticabedrĳf Ryor
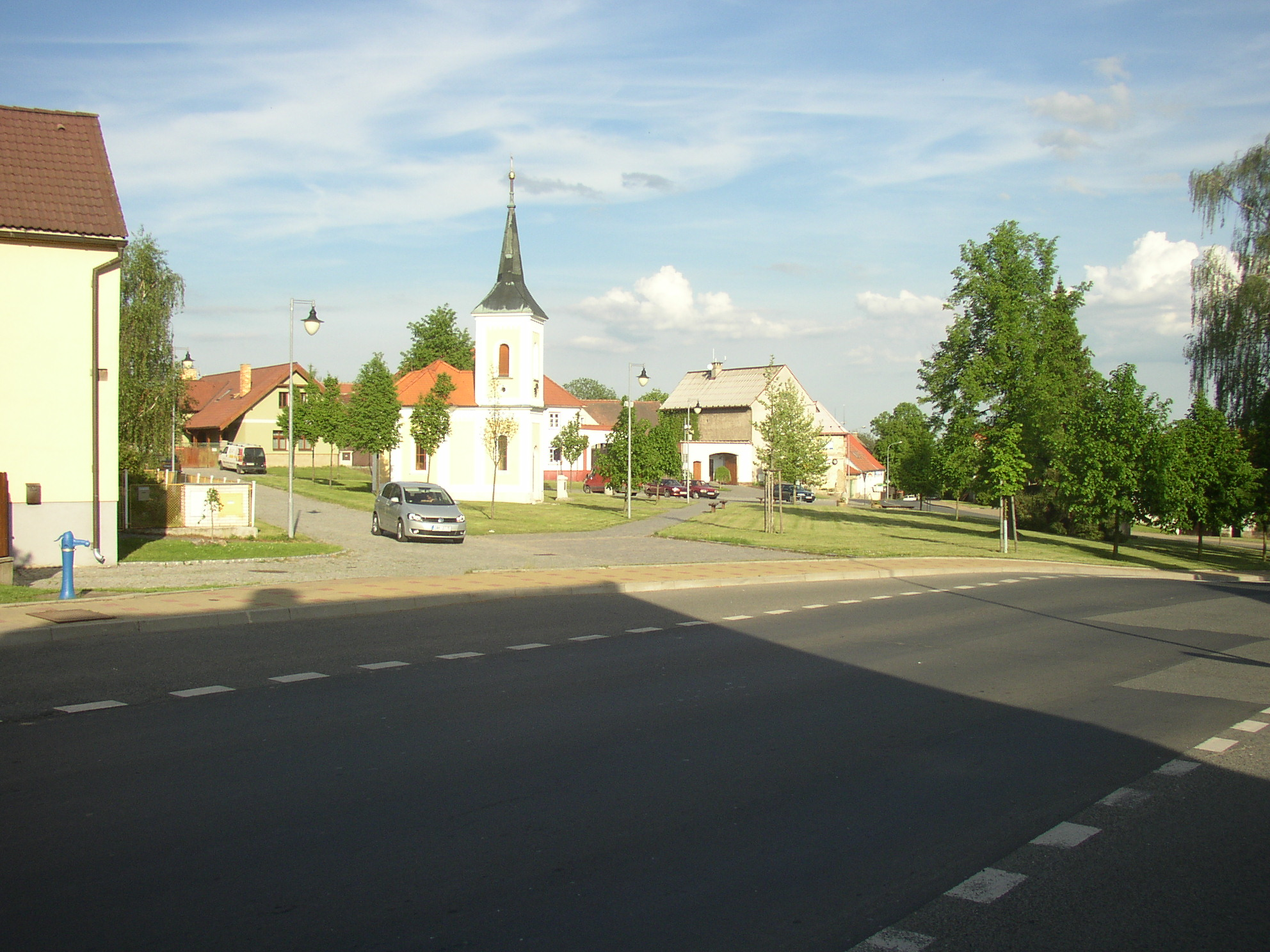
Dorpsplein
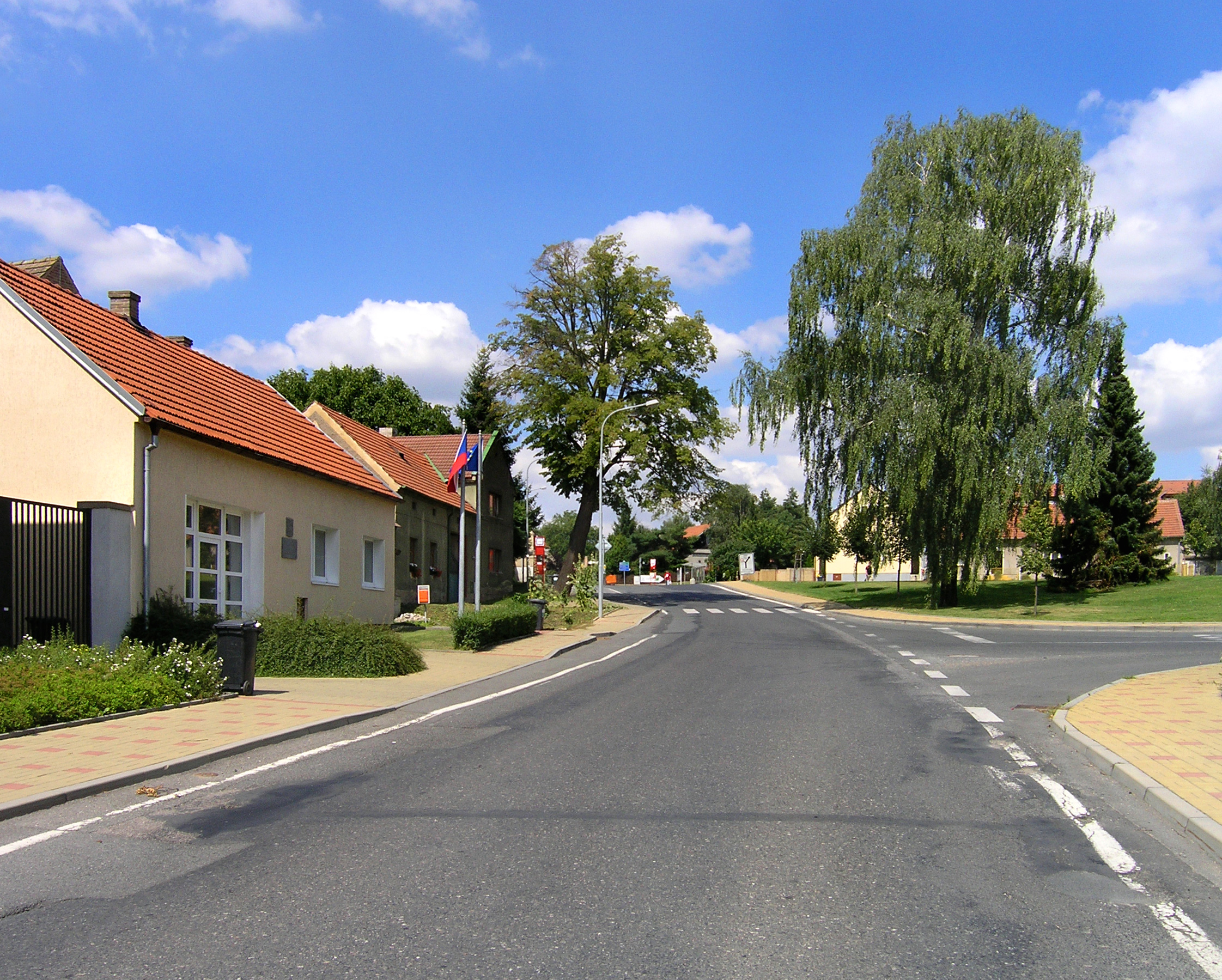
Straat naast het dorpsplein
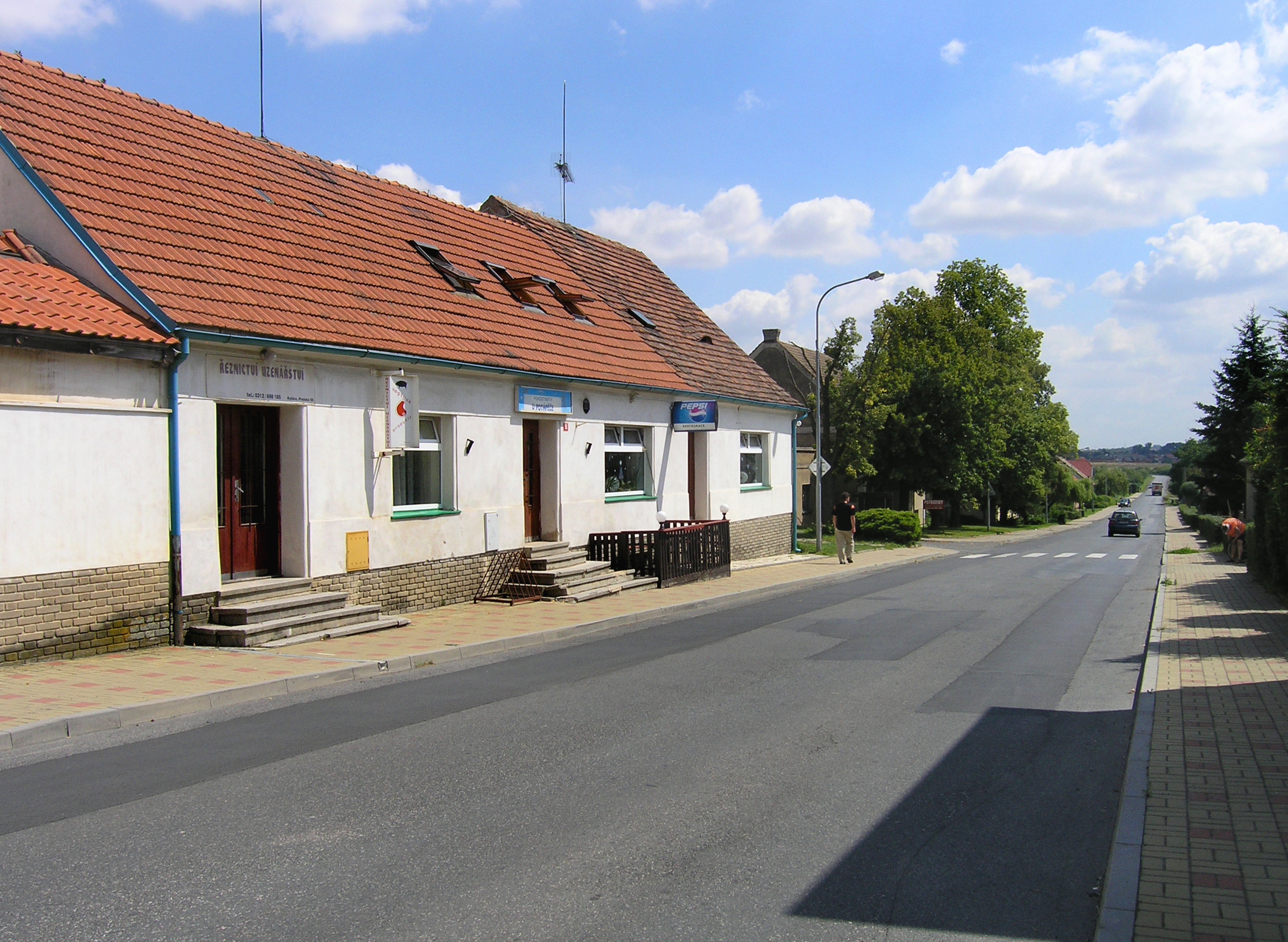
Oostelĳk deel van het dorp
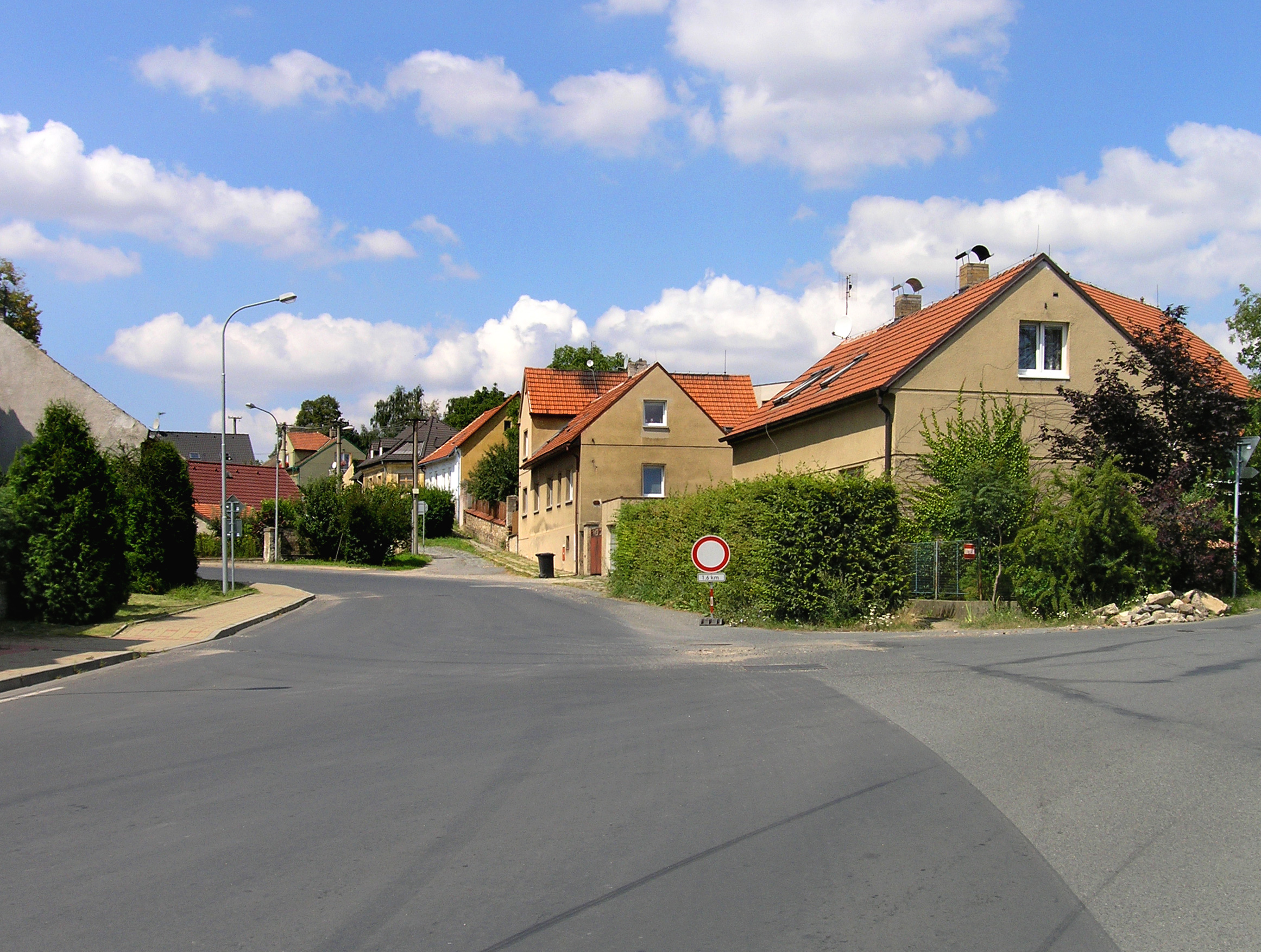
Noordelĳk deel van het dorp
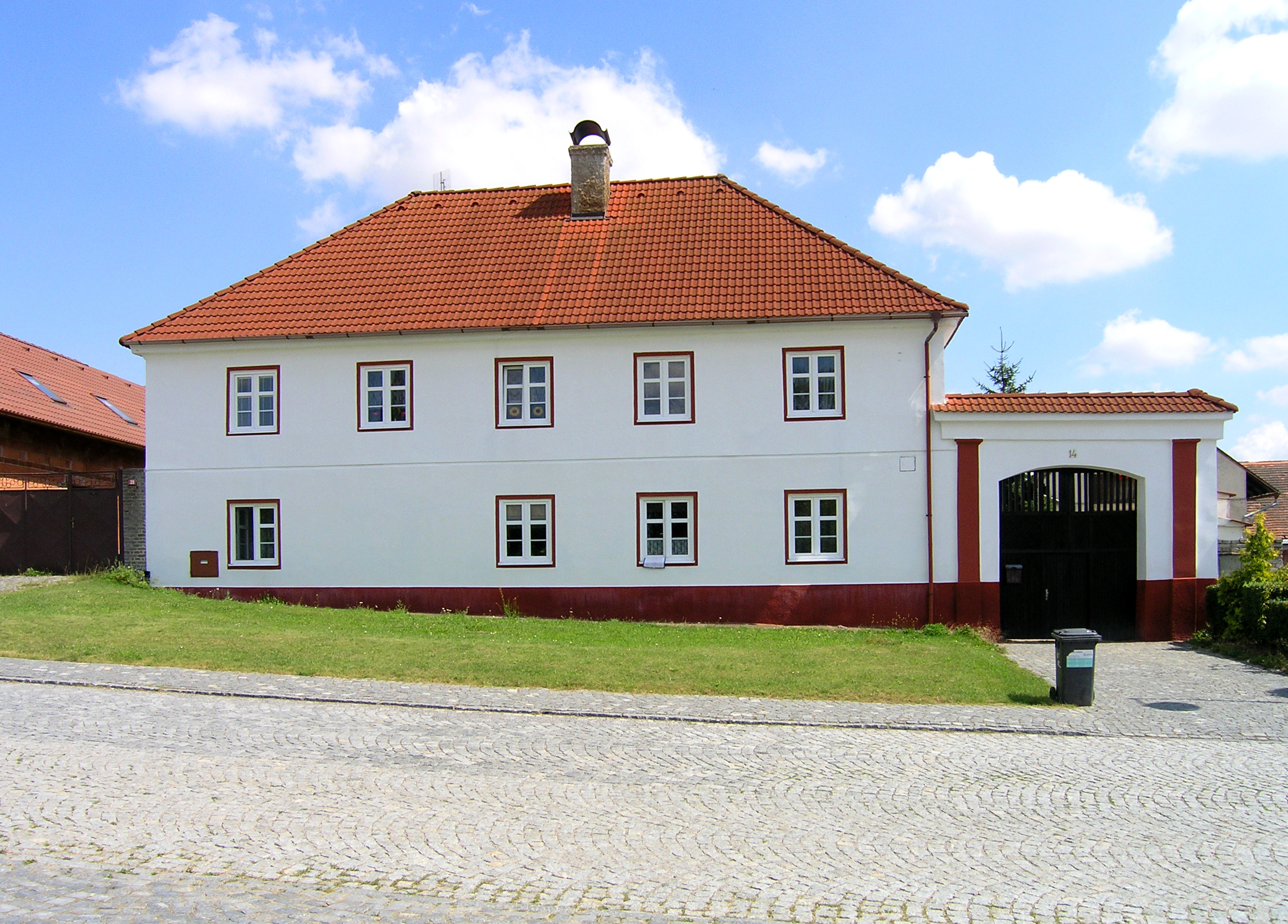
Dorpspastorie